# アンナン山脈

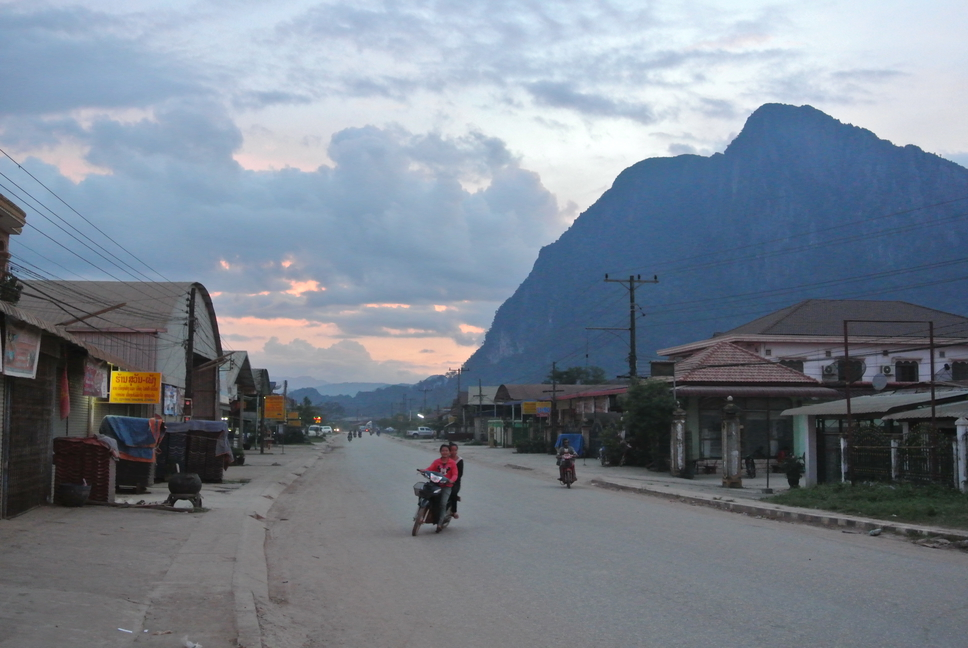
ラオス、ボーリカムサイ県、カムクート郡の山あいの街、ラックサオにて。アンナン山脈に沈む夕日。

アンナン山脈（アンナンさんみゃく、英: Annamite Range）またはチュオンソン山脈（ベトナム語：Dãy núi Trường Sơn / 𡉏𡶀長山） は、インドシナ半島東部をラオスからベトナムにかけて走る山脈。全長約1,100km（700マイル）。ベトナムの海岸線とほぼ平行に位置する。
ラオスではフアパン県とシエンクワーン県は山脈の東側に位置するが、メコン川流域である他の県は、山脈の西側に位置している。
山脈とメコン川の間には、ボーラウェン高原などの高原地帯が存在する。
1990年代にサオラ（ベトナムレイヨウ）、オオポエジカ、ヒメポエジカ、トラフウサギなどの新種の大型哺乳動物が発見されている。

## 名称
- ベトナム語: Dãy Trường Sơn, Dãy núi Trường Sơn（日本語表記：チュオンソン山脈）
- ラーオ語: ພູຫລວງ（ラテン文字：Phou Luang）
- フランス語: Chaîne Annamitique
- 英語: Annamite Range, Annamese Range, Annamese Mountains, Annamese Cordillera, Annamite Mountains, Annamite Cordillera
- 中国語: 安南山脈